# Music Vibes
Music Vibes （ミュージックバイブス）はTOKYO FMで2004年10月4日から2005年9月29日まで、月曜日～木曜日の16：00～19：00(JST)に放送されていたラジオ番組。
毎日、渋谷区にあるサテライトスタジオ「TOKYO FM渋谷スペイン坂スタジオ」から公開生放送を行っていたが、スペイン坂スタジオ工事の為2005年9月5日からはTOKYO FM本社半蔵門アースギャラリーでの放送となった。
パーソナリティは元ニッポン放送アナウンサーの荘口彰久で、この番組が彼の初のFMレギュラー番組となった。
2005年9月をもって、後番組「so good!」へのリニューアルに伴い番組終了となったが、荘口は引き続きso good!に出演。
なお、番組内で放送されていた「TOYOTA Creators Factory」と「ENEOS ON THE WAY COMEDY 道草」（荘口は出演していない。）は、全国のJFN加盟のFM局でも放送されていた。